# 太陽にスマッシュ!
「太陽にスマッシュ!」 （たいようにすまっしゅ!） は、あゆみゆいによる少女漫画。漫画雑誌「なかよし」（講談社）1993年1月号から8月号まで連載された。

## 概要
1990年代の「なかよし」において絶大な人気を誇ったあゆみゆい初のスポーツ漫画。テニス一家に育った少女が、恋に、家族に、テニスに、悩みながらも、自分らしく成長してゆく様を描く。主人公の高津萌がパソコン通信で「萌ちゃん燃え燃え」と評され、萌えの語源になったと言う説があることでも有名。

## あらすじ
萌はテニス一家の末っ子。世界的に有名なプロテニス選手の父に、実力者の兄たちがいる。萌も小学校時代は無敵だったが、中学に入ってからは大したプレーが出来ずにいた。同い年の兄、青も中学からテニスを離れていた。中学に入る少し前、2人は萌が養子であることを聞いてしまったのだ。それ以来萌は家族とのつながりが欲しくてテニスをしているが、疑問を感じずにはいられない。
ミスが続いた試合の翌日、萌は転校生の開耶と出会う。開耶は萌に、父親とプレーを似せようと思うなと言う。自分の思うとおりにプレーした萌は、練習試合でエースの恵に勝った。そこに父が交通事故で重体だという知らせが入る。病院へ駆けつけた萌に、父はテニスだけはやめるなと告げて亡くなる。
父の死後、萌はテニスを続けていた理由を失い、迷いが生じていた。開耶は萌を励まし、萌はテニスを続けようと決心する。ふっきれた萌は以前と変わって冴えたプレーをするようになり、県大会の選手に選ばれる。開耶から一緒にプロになろうと言われた萌は、準優勝をおさめる。開耶の友人・菜子からプロには向いていないと告げられるが、萌は前向きな姿勢を崩さない。開耶に支えられて生き生きとプレーする萌に、青は反抗的な態度を取る。
ある日、萌は開耶や恵と共に、ジュニア強化対策の候補者であることを告げられる。その企画は萌の父が出したものだった。プロになる決心を強くした萌に、開耶は思いを告白する。青がサッカー部をやめてテニスに復帰した。以前より自分らしいプレーをしている青を萌は嬉しく思う。試合を続けるにつれ、萌は開耶や菜子の実力に、取り残されるのではという不安を感じてしまう。反抗的な態度を取り続けていた青は、萌を妹とは思えないと言う。しかし萌は開耶への思いを強くしていた。小さい頃からずっと一緒に過ごしてきた2人は、兄弟としての絆を深める。
一方、開耶はアメリカのジュニアチームに入るため、アメリカに行く決意をする。行ってほしくない萌は調子を崩してしまう。開耶は成長していく萌を見てアメリカに行く決意をしたのだと告げ、萌は開耶のために優勝することを決意する。支えてくれた人の思いを感じてプレーする萌は、菜子との決勝戦に勝利し、テニスをやっていてよかったと感じるのだった。

## 登場人物
高津 萌（たかつ もえ）
3月26日生まれ。牡羊座。A型。テニスの名門校・木花学園2年。テニス一家・高津家の養子だが、実の父もテニスをやっていた。おっとりとした性格だがひたむき。ネットプレーヤー。
月丘 開耶（つきおか さくや）
8月10日生まれ。獅子座。O型。木花学園3年。アメリカで8年テニスをやっていた帰国子女。萌のプレースタイルを見抜き、支える。ネットプレーヤー。
高津 青（たかつ せい）
4月14日生まれ。牡羊座。B型。木花学園2年。萌の同い年の兄。全国小学生選手権で優勝するほどの選手だったが、兄弟で一番父のプレーに似ていると言われていたことに抵抗を感じ、血のつながりの重さからテニスをやめた。サッカーに転向していたが、テニスに復帰。ベースラインプレーヤー。
日下 恵（くさか めぐみ）
萌の同級生で親友。2年だが木花学園のエース。明るくて強気な性格。青が好き。
兵藤 菜子（ひょうどう なこ）
高千穂中学2年。アメリカで開耶と同じテニススクールに所属。計算したようなテニスをする。
高津 日明（たかつ あきら）
萌の父。元プロテニス選手。ウィンブルドン選手権で日本人初のベスト8。ベースラインプレーヤー。交通事故で亡くなる。
高津 風生（たかつ かざき）
萌の兄。19歳。学生ランキング2位。兄ばか。
高津 大地（たかつ だいち）
萌の兄。17歳。インターハイ2連覇。兄バカ。